# Гранични спор између Србије и Хрватске
Гранични спор између Србије и Хрватске се односи на различито виђење Републике Србије и Републике Хрватске на положај међудржавне границе на подручју тока Дунава. Док Србија сматра да талвег долине Дунава и средишњи линија тока ријеке представљају међународну границу између двије земље, Хрватска се не слаже са тим и тврди да међународна граница лежи дуж граница катастарских општина смјештених дуж ријеке — полазећи од правца са неколико тачака дуж секције од 140 км. Граница заснована на катастарским општинама одржава ток Дунава из 19. вијека, прије него што су меандри и хидраулички инжењерски радови измијенили правац ријеке. Површина спорне територије се различито наводи, па према неким подацима иде и до 140 км².
Спор се први пут јавио 1947. године, али је остао неријешен током постојања Социјалистичке Федеративне Републике Југославије. Питање је поново покренуто након распада Југославије. Посебан значај спору је дат за вријеме приступања Хрватске Европској унији. Од септембра 2014. спор остаје неријешен, а линија контроле највише одговара српском виђењу стања.

## Територијалне претензије
Гранични спор између Србије и Хрватске подразумијева супротне тврдње о граници на неколико тачака дуж долине Дунава која дијели двије земље. Спорна подручја се налазе у дијелу тока дужине од 140 км, од укупно 188 км у том подручју. У том подручју, сусједне земље различито дефинишу границу — да ли у складу са током Дунава, како тврди Србије, или у складу са границама катастарских општина које имају сједишта у једној од двије земље, како тврди Хрватска. Граница заснована на катастарским општинама прати некадашње ријечно корито Дунава, које је измјењено меандрима и хидрауличким инжењерским радовима у 19. вијеку, након што су катастри успостављени. Гранични спор обухвата површину од 140 km² територије. Други извори износе нешто другачије тврдње, указујући да Хрватска претендује на 100 km² на источној обали ријеке у Бачкој, док катастарска граница оставља подручје од 10–30 km² на западној обали ријеке у Барањи Србији. Још једна процјена наводи спорно подручје од 100 km², од чега се 90% налази на источној обали Дунава, под контролом Србије.
Највећи дио спорне територије налази се у близини вароши Апатин, док су Шаренградска и Вуковарска ада наведене као нарочито спорна питања. Остале спорне територије се налазе у близини вароши Бачка Паланка и у општини Сомбор, на тромеђи Мађарске, Србије и Хрватске. Хрватска тврди да је катастарска граница коју је усвојила Ђиласова комисија, основана 1945. за утврђивање граница између федералних конституената Југославије, док Србија тврди да је иста комисија као границу одредила ток Дунава 1945. године. Арбитражна комисија Мировне конференције о Југославији 1991. је одлучила да је граница између федералних јединица Југославија постала неповредива међународна граница, без упућивања на положај било које одређене тврдње или линије. Мишљење је донијето на захтјев Србије. Прије одлуке, Србија је тврдила да су границе подложне промјенама након распада Југославије и проглашења независности Хрватске. Од рата у Хрватској, линија контроле поклапа се са српским становиштем.
Патролни брод Војске Југославије испалио је пуцње упозорења 28. јула 2002. на четири чамца у којима су се налазили жупан Вуковарско-сријемске жупаније и градоначелник Вуковара, као и неколико цивила, а који су ушли у посјету градоначелнику Бачке Паланке. Инцидент се десио отприлике 800 м од Шаренградске аде. Пуцњи упозорења су испаљени и према патролним броду Министарства унутрашњих послова Хрватске, који је покушао приступити чамцима са жупаном и градоначелником. Није било жртава, али су путници и посада цивилних чамаца ухапшени. Четири старије особе и четворо дјеце су одмах пуштени, док су остали били два сата на испитивању у касарни ВЈ након чега су пуштени. Министар спољних послова СРЈ Горан Свилановић изразио је жаљење због инцидента, али је хрватски предсједник Владе Ивица Рачан да Хрватска није задовољна извињењем. Војска Србије се у октобру 2006. повукла са границе, препуштајући потпуну контролу границе Полицији Србије.

### Недавни догађаји
Почетком 2000. године, Србија и Хрватска су основале комисију задужену за одређивање границе, али је у првих десет године сазвана само једном или два пута. Од 2010. године, овом питању се придодаје све већа важност у земљама које се споре. Планови за изградњу луке у Апатину, на територији на коју Хрватска претендују, само су додатно погоршали ситуацију. Након вишегодишње неактивности, међудржавна комисија се састала у Загребу априла 2010. године, само да би закључила да постоји различито мишљење о том питању. Касније тог мјесеца, Српска радикална странка је предложила Народној скупштини Републике Србије резолуцију према којој би српски званичници били дужни да ријеше спор у складу са захтјевима Србије. Мјесец касније, Радослав Стојановић, бивши правни заступник СЦГ у случају Босна и Херцеговина против Србије и Црне Горе пред Међународним судом правде и бивши амбасадор у Холандији, повезао је спор са словеначко-хрватским граничним спором око Пиранског залива. Стојановић је рекао да је положај који је Хрватска држала у свом спору са Словенијом био повољан за Србију и упозорио да би Србија била у неповољном положају ако се Хрватска придружи ЕУ прије Србије — што би јој омогућило наметање својих услова током поступка приступања Србије ЕУ.
До 2011. године, српске дипломате су упутиле неколико захтјева ЕУ, тражећи од ње да изврши притисак на Хрватску како би се спор ријешио прије приступања Хрватске ЕУ, због страха да би могла пратити словеначки примјер и зауставити приступање Србије, због словеначко-хрватског граничног спора и накнадне блокаде поступка преговора о приступању Хрватске ЕУ. ЕУ је одбила те захтјеве. Хрватски предсједник Иво Јосиповић је рекао да је питање границе најспорније питање српско-хрватских односа, али је додао да се не би требало тешко ријешити. Јосиповић је 2012. изјавио да Хрватска не би требало да блокира приступање Србије ЕУ због овог питања и предложио је да се проблем ријеши путем арбитраже, што се сматра прихватљивијим рјешењем за обје земље. Хрватски амбасадор у Србији је 2014. поновио Јосиповићев став из 2012. године. У другу руку, хрватски предсједник Владе Зоран Милановић је рекао да би резолуција о граничном спору била хрватски услов стављен пред Србију у преговорима о приступању ЕУ.

### Споразум о Вуковарској ади
Представници града Вуковара и општине Бач су 2006. постигли споразум о коришћењу Вуковарске аде као рекреативног објекта и плаже. До аде је организован превоз чамцима, који су кретали из Вуковара. У поступку нису укључене граничне контроле. До 2012. године, аду је посједило до 150.000 људи годишње.

### Либерланд
Вит Једличка из чешке Слободне грађанске странке прогласио је 13. априла 2015. микронацију Либерланд на територији за коју је рекао да не полажу право ни Хрватска ни Србија. На друге џепове западно од Дунава, попут Либерланда право су полагале микронације Целестинија, Онгал, Вердис и Енклава. Министарство спољних и европских послова Хрватске одбацило је ове тврдње, наводећи да различите тврдње о граници између Србије и Хрватске не укључују terra nullius и не подлијежу окупацији треће стране. Међутим, министарство спољних послова Србије изјавило је 24. априла 2015. да, иако Србија не сматра Либерланд важним питањем, нова држава не омета српску границу, која иде средином тока ријеке Дунав.

## Развој границе

### До 1922. године
Развој српско-хрватске границе почео је са Карловачким миром 1699. године, преласком Славоније и дијела Срема из састава Османског царства у састав Хабзбуршке монархије послије окончања Великог турског рата. Остатак Срема је предат Хабзбуршкој монархији Пожаревачким миром 1718. године. Предате територије су организоване унутар Монархије у Краљевину Славонију, чија је источна граница успостављена на Дунаву, и у Војну крајину која је дјеловала као одбрамбени појас који се протезао дуж ријеке Саве и била је под непосредном јурисдикцијом Беча.
Касније територијалне промијене у регији укључивале су проглашење краткотрајне Српске Војводине током Мађарске револуције 1848, која је обухватала подручје Срема. Годину дана касније, Српска Војводина је укинута и замијењена крунском земљом Војводство Србија и Тамишки Банат, док је Срема враћен Краљевини Славонији. Након Хрватско-угарске нагодбе 1868, Краљевина Славонија је укључена у састав Краљевине Хрватске и Славоније, прије него што је Славонска војна крајина у потпуности 1881. припојена Хрватској и Славонији. Послије окончања Правог свјетског рата 1918, Хрватска и Славонија је постала дио Државе Словенаца, Хрвата и Срба, док је Банат, Бачка и Барања прогласио непосредно присаједињење Краљевини Србији 25. новембра 1918. године. Они су формирани послије подјеле угарске Барањске и Бачко-бодрошке жупаније дуж „Клеменсонове линије” која је успостављена Тријанонским споразумом 1920. године. Подручје јужне Барање је уступљено Краљевству Срба, Хрвата и Словенаца по претпоставци, а за коју је делегације Краљевства СХС тврдила да представља природно залеђе града Осијека. Територија јужно од „Клеменсонове линије” је организована према управним јединицама које су постојала прије Првог свјетског рата, а подручје је управно реорганизовано 1922. године.

### Међуратни период
Краљевина Срба, Хрвата и Словенаца била је унитарна централизована монархија на челу са српском династијом Карађорђевић. Краљевина је 1922. управно реорганизована у области. Барања и Бачка су се налазиле у Бачкој области са сједиштем у Новом Саду, Срем се налази у истоименој области са сједиштем у Вуковару, док се подручје Славоније нашло у Осјечкој области са сједиштем у Осијеку. Краљевском прокламацијом 6. јануара 1929, укинут је Видовдански устав из 1921, Народна скупштина је распуштена и проглашена апсолутна монархија. Земља је преименована у Краљевину Југославију, а територија је управно реорганизована у бановине. Највећа промјена у односу на спорну регију десила се у Срему, гдје су Вуковарски, Винковачки, Шидски, Жупањски и Митровачки срезови припали Дринској бановини са сједиштем у Тузли. Сјеверна половина спорне територије заједно са цијелом Барањом и Бачком припала је Дунавској бановини. Двије године касније, тачније 1931, Вуковарски, Винковачки и Жупањски срез су пребачени у Савску бановину. Даља територијална реорганизација извршена је 1939. према споразуму постигнутом послије интензивних преговора између представника Владе и представника хрватске опозиције у Загребу, а којим је створена Бановина Хрватска. Стварање Бановине Хрватске био је први корак ка федерализацији Југославије, у којој је предвиђена и словеначка бановина, док би остатак територије требало да постане српска бановина. Везано за српско-хрватску границу, границу Бановине Хрватске су обухватали Шидски и Илочки срез, док ниједна верзија споразума не наводи Барању у Хрватској, што значи да би сјеверна половина спорног подручја требала остати изван Хрватске у свим верзијама.

### Послије 1945. године
Прве опште границе Југославије одредило је Антифашистичко вијеће народног ослобођења Југославије (АВНОЈ) 24. фебруара 1945. године. Поједина питања везана за границу, као што је Барања, остала су неријешена. Власти новоосноване Аутономне Покрајине Војводине, која је била у саставу Федералне Државе Србије, настојале су успоставити границу са Федералном Државом Хрватском дуж ријеке Драве, укључујући Барању, Дунава и дуж линије Вуковар — Жупања. Супротно томе, хрватске власти потраживале су околину Вуковара, Винковаца, Барању и околину Сомбора.
Да би се ствар ријешила, основана је петочлана комисија у јуну 1945. на челу са Милованом Ђиласом. Комисија је идентификовала три области спорних територија. Били су то суботички, сомборски, апатински и оџачки окрузи у Бачкој, батински и дардски окрузи Барањи и вуковарски, шидски и илочки срез у Срему. Окрузи у Бачкој додијељени су Србији, док су они у Барањи додијељени Хрватској, прије свега по етничком принципу. Комисија је такође примјетила да ће, уколико Југославија преузме област Баје од Мађарске, одлука о Бачком бити преиспитана. Вуковарски округ додијељен је Хрватској, док су илочки и шидски окрузи додијељени Војводини. У случају илочког среза наведено је да је одлука привремена док се власти с обе стране границе не консолидују, када ће се одлука преиспитати.
Потом је Народна скупштина Србије донијела закон којим се утврђују границе Војводине. Закон се позивао на границу коју је предложила Ђиласова комисија изричито напомињући да је привремена. Закон је напоменуо да граница прати Дунав од мађарске границе до Илока, прелази Дунав остављајући Илок, Шаренград и Мохово у Хрватској, а затим се креће према југ и оставља катастарске општине Опатовац, Ловас, Товарник, Подграђе, Апшевци, Липовац, Строшинци и Јамена у Хрватској, а све источно од линије у Војводини. Додјела Илока Хрватској одступала је од одлуке Ђиласове комисије и засновала се на референдуму одржаном у граду по том питању 1946. године, када је становништво гласало за приступање Хрватској.

### Почетак спора
Покрајински секретаријат за пољопривреду Војводине упутио је жалбу 1947. секретаријату за шумарство Србије у којој наводи да су власти Вуковара одбиле предати четири ријечна острва, а затим се обратио хрватском секретаријату за шумарство по истом питању, тражећи помоћ. Након што је Хрватска одбила захтјев, српске власти су се обратиле федералној власти. Федералне власти су савјетовале да се ствар ријеши заједничким договором и изјавиле да је војвођанско тумачење закон о њеним границама — да граница иде дуж талвега долине Дунава, односно дуж средине ријеке — погрешно јер закон не примјењује такву формулацију. У писму од 18. априла 1947. југословенске власти су навеле да су спорна ријечна острва територија Вуковарског среза и да се та територија не може пренијети на Војводину прије него што се граница другачије не одреди.
До маја 1947, војвођанске власти су примјетиле да постоји спор између њих и хрватских власти у вези тумачења положаја границе на Дунаву и да су федералне власти, од којих је затражено да посредују у спору, подржале став Хрватске. Истовремено, Војводина је затражиле да Хрватска врати територије на десној обали Дунава које су јој претходно уступљене (Варош-Виза и Мала Сига). Док је било у југословенским оквирима, овом питању је посвећено мало пажње јер су федералне власти обесхрабриле његово рјешавање и пошто је то подручје имало ограничену економску вриједност, било је ненасељено и често плављено.
Хрватска и Србија су се до 1948. договориле о двије измјене границе — село Бапска је прешло у састав Хрватске, док је Јамена припала Србији. Нису договорене даље промјене граница. Карта подручја коју је издао Војногеографски институт Југословенске народне армије 1967. приказује границу дуж границе засноване на катастру, што одговара хрватских захтјевима у спору.